# Гридино-Шувойский сельсовет
Гридино-Шувойский сельсовет — упразднённая административно-территориальная единица, существовавшая на территории Московской губернии и Московской области в 1939—1954 годах.
Гридино-Шувойский сельсовет был образован в 1939 году в составе Егорьевского района Московской области путём выделения из Лелечевского с/с.
14 июня 1954 года Гридино-Шувойский с/с был упразднён. При этом его территория была передана в Рыжевский сельсовет.